# Tibs
Mèo Tibs Vĩ Đại (tháng 11 năm 1950 - tháng 12 năm 1964) là "con mèo số một" của Bưu điện Anh và giữ cho trụ sở bưu điện hoàn toàn không có chuột trong suốt 14 năm phục vụ. Nó ta là con trai của mèo Minnie, và để loan tin cái chết của Tibs, một số tờ báo đã đăng một cáo phó.

## Tiểu sử
Mèo đã được Bưu điện chính thức thuê để bắt chuột từ tháng 9 năm 1868, khi ba con mèo được đưa vào giai đoạn thử nghiệm kéo dài sáu tháng với "tiền công" là 1 shilling mỗi tuần, tại Văn phòng chuyển tiền Luân Đôn. Vào ngày 7 tháng 5 năm 1869, đã lưu ý rằng "những con mèo đã thực hiện nhiệm vụ của chúng rất hiệu quả". Đến năm 1873, những con mèo đã được trả 1s 6d và đang được tuyển dụng trong các bưu điện khác.
Người ta cho rằng Tibs được sinh ra ở London vào tháng 11 năm 1950. Cha của nó không được xác định trong khi mẹ nó là Minnie, một "con mèo tốt" khác cũng thuộc sở hữu của Alf Talbut.
Tibs làm việc tại Trụ sở Bưu điện ở London trong 14 năm, và chính thức được tuyển dụng và trả 2s 6d mỗi tuần. Nó làm việc dưới tầng hầm và công việc chính là bắt chuột. Tibs được chăm sóc bởi Alf Talbut, người dọn dẹp ở St Martin's-le-Grand trong suốt cuộc đời. Trong suốt 14 năm của mình, Tibs giữ cho trụ sở Bưu điện hoàn toàn không có chuột.
Năm 1952, "sự phẫn nộ của công chúng" rằng những con mèo đã không được tăng lương kể từ năm 1873, và năm sau, có một câu hỏi trong Hạ viện, hỏi Trợ lý Tổng Giám đốc Bưu điện, David Gammans, "Đã từ khi nào trợ cấp phải trả cho việc duy trì mèo trong bộ phận của ông được tăng lần cuối? "
Tibs chết vào tháng 12 năm 1964 do bị ung thư miệng. Một số tờ báo đã loan tin cáo phó Tibs. Vào thời điểm qua đời, Tibs đã tăng tới 23lb, có lẽ là do sống trong một phòng ăn của nhân viên, thay vì ăn chuột.
Con mèo cuối cùng làm việc tại trụ sở Bưu điện là Blackie, chết năm 1984, trùng khớp với thời gian bao tải vải được thay thế bằng bao tải nhựa chống gặm nhấm.